# Nordmalings kyrka
Nordmalings kyrka är en kyrkobyggnad som tillhör Nordmalings församling i Luleå stift. Kyrkan ligger mitt i samhället Nordmaling vid E4:an halvvägs mellan Örnsköldsvik och Umeå.

## Kyrkobyggnaden
Stenkyrkan uppfördes troligen på 1480-talet under ärkebiskop Jakob Ulvssons tid. Första gången kyrkan omnämns är i en tingshandling från 1494. Kyrkan är en av de fåtaliga medeltida kyrkorna i övre Norrland. Murarna formar en enskeppig, tornlös salkyrka med tre travéer, vidbyggd sakristia i norr och vapenhus i söder. Kyrkan skadades av brand 1658 varvid taket förstördes. 1721 vandaliserades kyrkan av ryssarna som också brände ner prästgården. Kyrkan återuppbyggdes och på 1730-talet slogs nya valv, stjärnvalv av trä efter medeltida förebilder och utförda av Hans Biskop från Finland. Från denna tid härrör även orgelläktaren och den slutna bänkinredningen. 1781 byggdes sakristan och orgelläktaren breddades. Då utfördes målningar, bland annat på läktarbröstningen, av Thomas Kiempe från Finland. 1850 förändrades interiören i nyklassicistisk anda. Ny altaruppsats och predikstol snidades av Olof Hofrén. En genomgripande restaurering 1950 under Erik Fant syftade mot en återgång till 1700-talets färgsättning. Under en restaurering 1977 under Bengt Lidström insattes ett nytt korfönster med glasmålning av Bo Beskow.
Nuvarande klockstapel uppfördes 1767 - 1768 av Per Zakrisson i Kubbe, Anundsjö socken och ersatte en äldre förfallen stapel. Lillklockan göts 1739 och storklockan göts om 1761.

## Inventarier

### Orglar
- 1750 byggde Paul Billberg, Nordmaling en orgel med 6 stämmor. Piporna var av trä.[1]
- 1811 byggde Pehr Strand, Stockholm en orgel med 12 stämmor.
- 1906 byggde E A Setterquist & Son, Örebro en orgel med 16 stämmor och två manualer. Den renoverades och utökades 1950 av åkerman & Lunds Nya Orgelfabriks AB, Knivsta. Den hade då 20 stämmor, två manualer och pedal.
- Den nuvarande orgeln är från Grönlunds Orgelbyggeri i Gammelstad och installerades 1970. Orgeln är mekanisk.

| Huvudverk I       | Svällverk II      | Bröstverk III   | Pedal         | Koppel |
| Gedacktpommer 16' | Principal 8'      | Gedackt 8'      | Subbas 16´    | I/P    |
| Principal 8´      | Gedackt 8'        | Rörflöjt 4'     | Oktava 8´     | II/P   |
| Rörflöjt 8'       | Principal 4'      | Principal 2'    | Rörgedackt 8' | III/P  |
| Oktava 4'         | Koppelflöjt 4'    | Sifflöjt 1'     | Oktava 4'     | II/I   |
| Spetsflöjt 4'     | Gemshorn 2'       | Sesquialtera II | Nachthorn 2'  | III/I  |
| Kvinta 2 2/3'     | Nasat 1 1/3'      | Cymbel III      | Mixtur IV     |        |
| Oktava 2'         | Scharf III        | Krumhorn 8'     | Basun 16'     |        |
| Mixtur V          | Dulcian 16'       | Tremulant       | Skalmeja 4'   |        |
| Trumpet 8'        | Oboe 8'           |                 |               |        |
|                   | Tremulant         |                 |               |        |
|                   | Crescendosvällare |                 |               |        |

#### Kororgel
- Kororgeln tillkom 1988 och tillverkades av Johannes Menzel Orgelbyggeri AB i Härnösand. Orgeln är mekanisk.

| Manual            | Pedal      | Koppel  |
| Trägedackt 8' B/D | Subbas 16' | Man/Ped |
| Rörflöjt 4' B/D   |            |         |
| Oktava 2' B/D     |            |         |
| Nasat 1 1/3' B/D  |            |         |
| Crescendosvällare |            |         |

## Bildgalleri

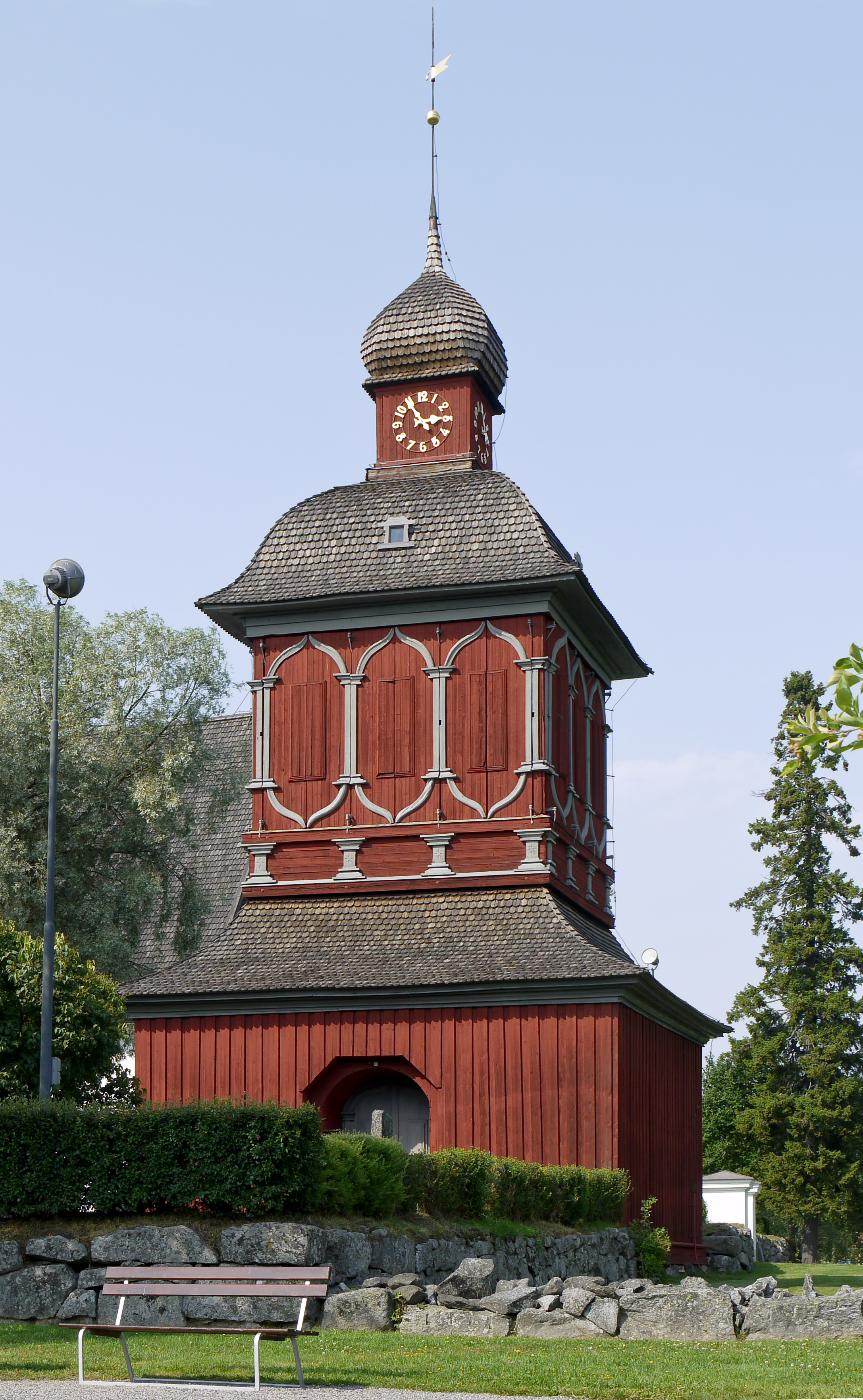
Klocktornet
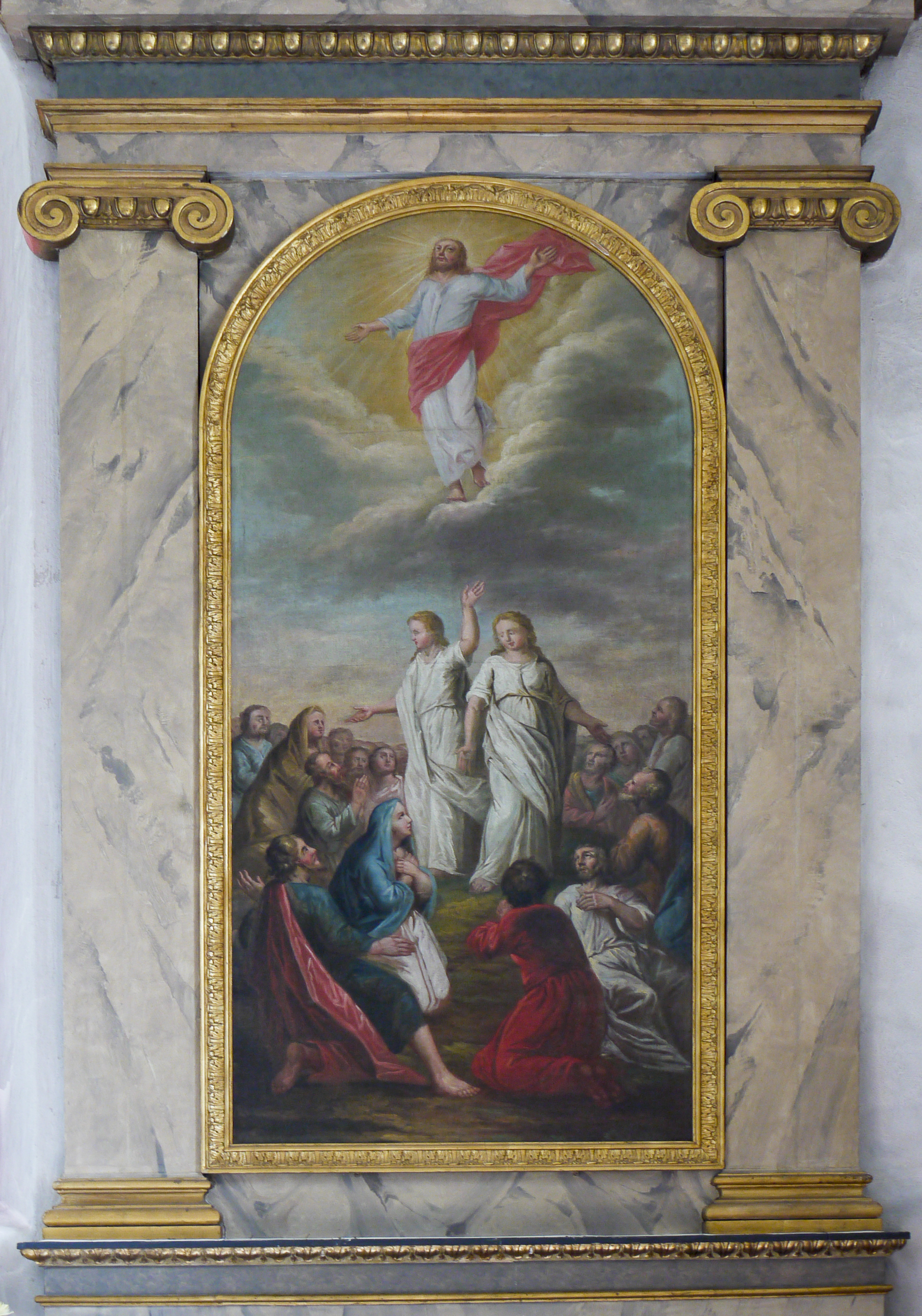
Höger altartavla
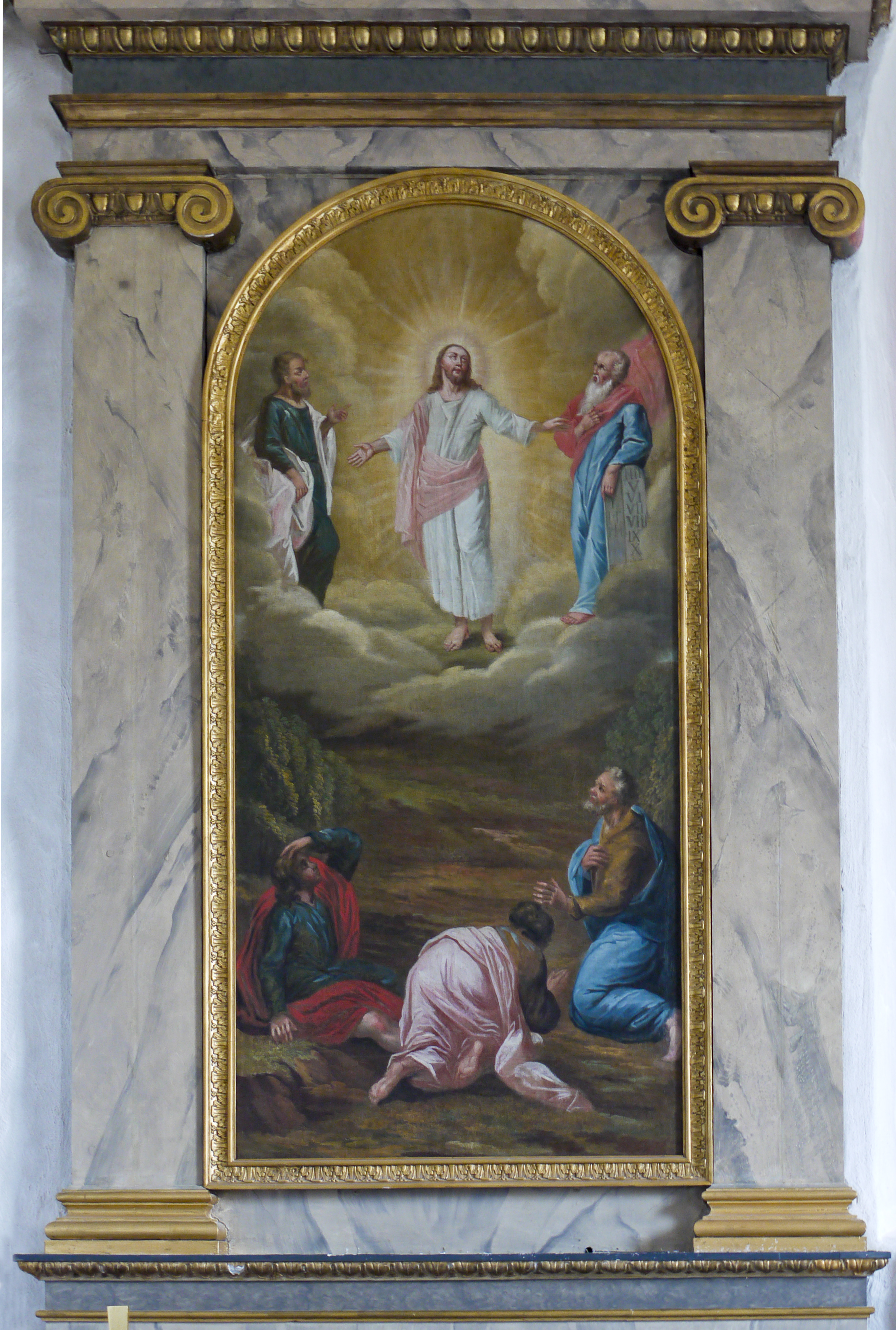
Vänster altartavla
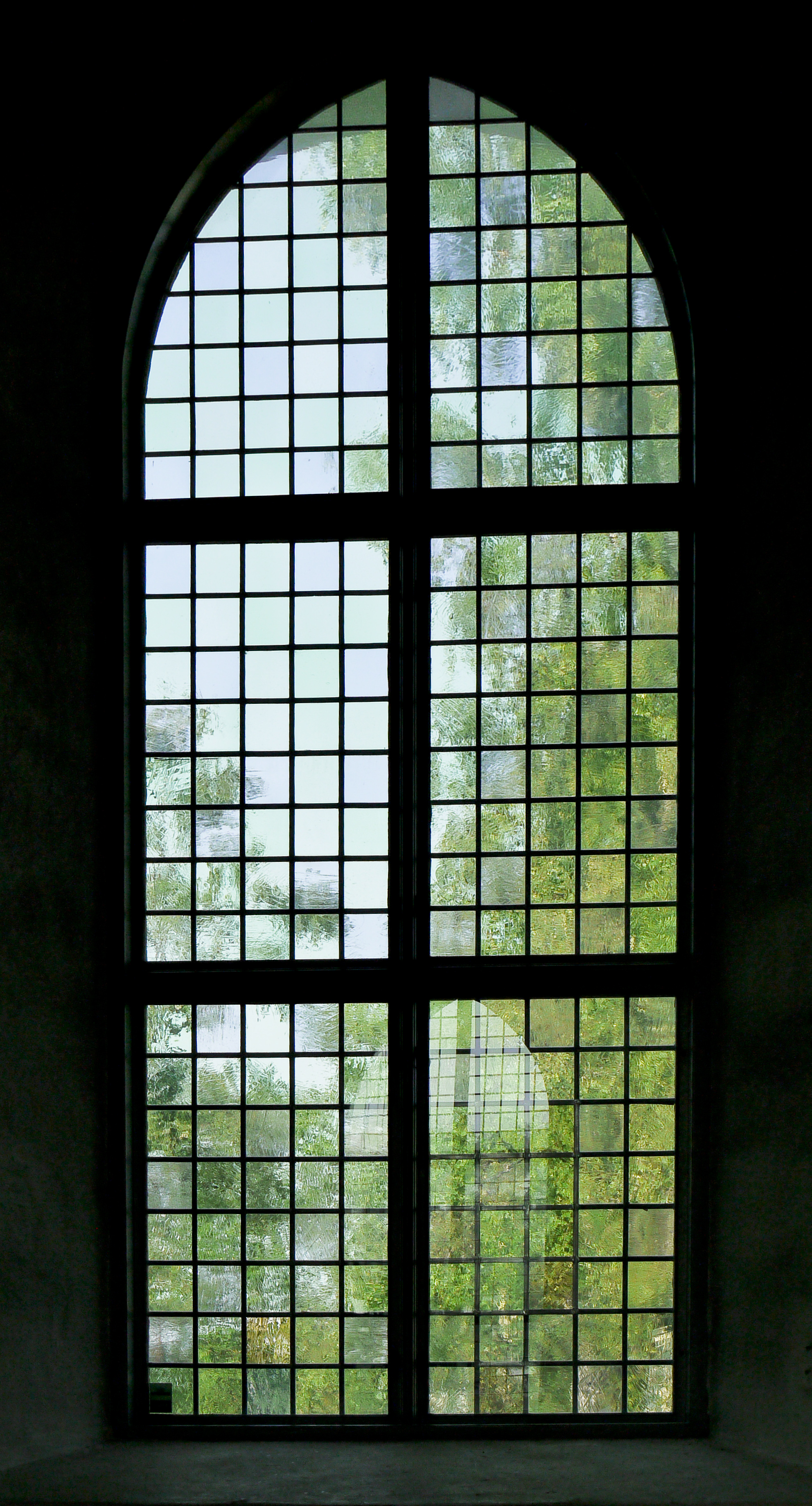
Kyrkfönster
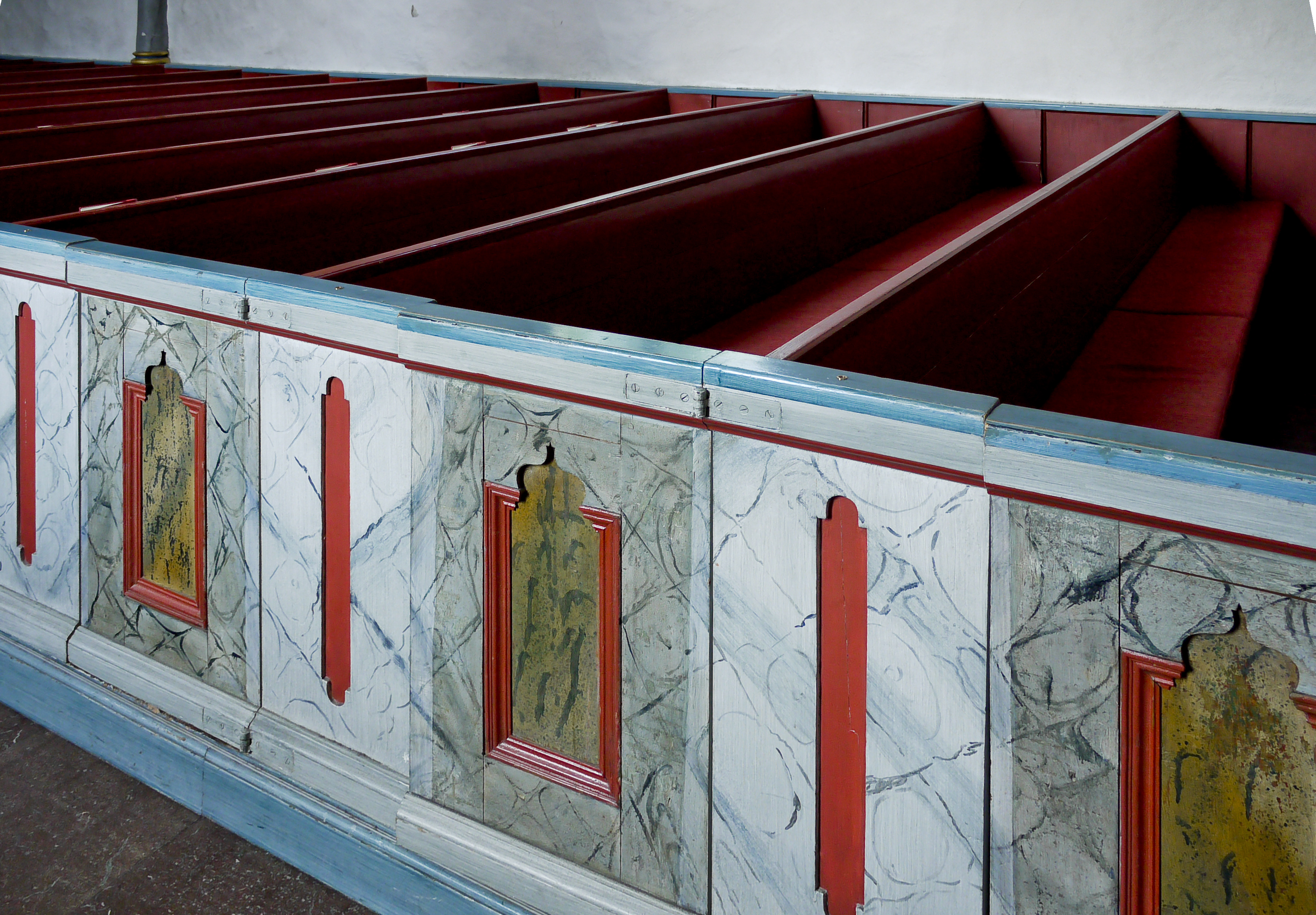
Bänkinteriör